# Lucian Freud
Lucian Freud (ur. 8 grudnia 1922 w Berlinie, zm. 20 lipca 2011 w Londynie) – brytyjski malarz, pochodzenia żydowskiego; wnuk Sigmunda Freuda.

## Życiorys
Urodził się jako syn Ernesta Freuda i Lucie Brasch. Freud wraz z rodziną emigrował z Niemiec do Wielkiej Brytanii w 1931. Brytyjskie obywatelstwo uzyskał w 1939. Uczęszczał do kilku szkół artystycznych. Ożenił się w 1948 z Kathleen Epstein, później kolejno w 1957 z Caroline Blackwood i Jane Willoughby. Jedną z jego córek jest Esther Freud, pisarka brytyjska.
Oficjalnie miał 14 dzieci, w tym dwoje z pierwszą żoną, pozostałe z kochankami.

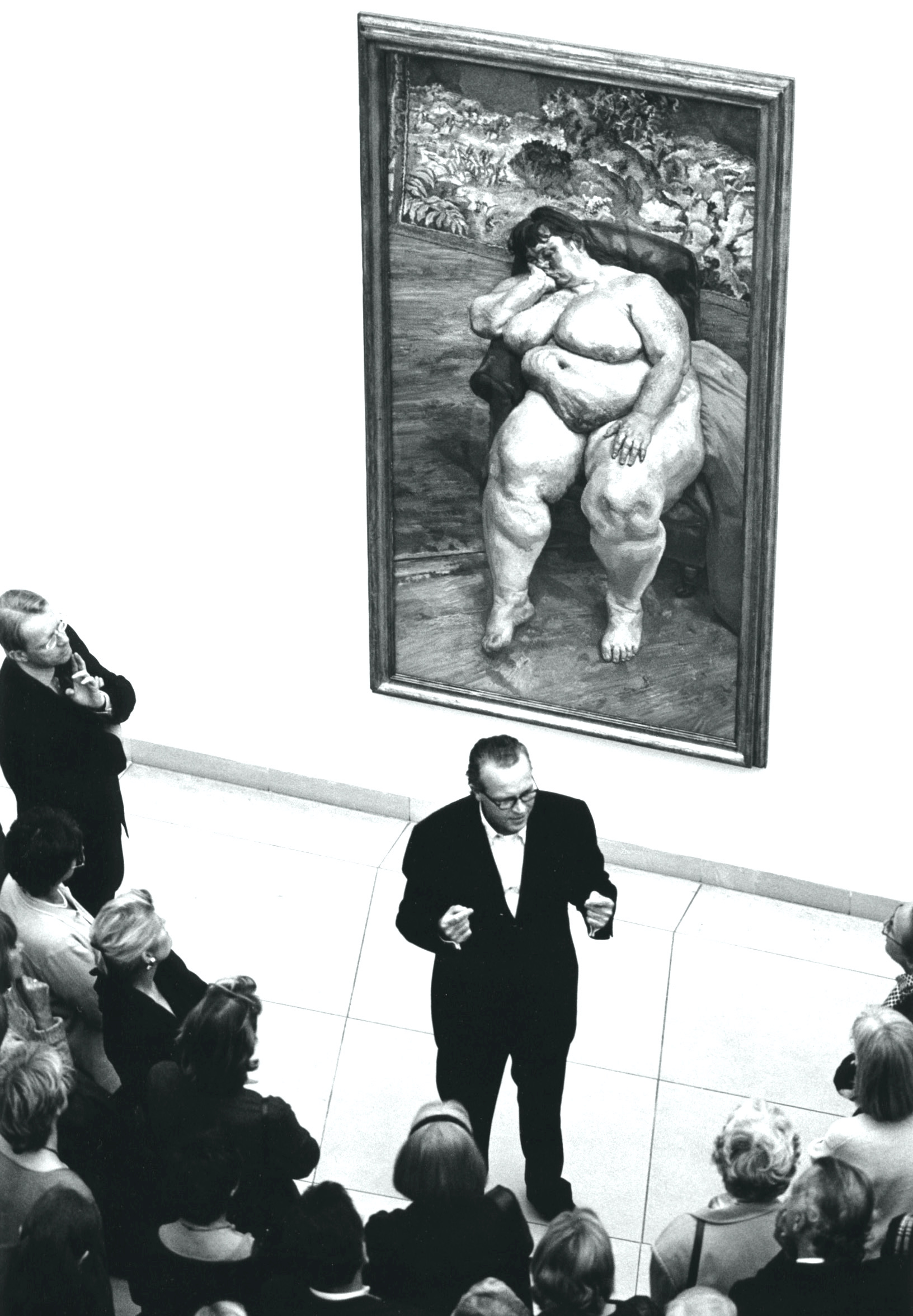
Obraz Luciana Freuda pt. Sleeping by the Lion Carpet na wystawie we Frankfurcie w 2000 r.

## Styl
W swoich obrazach eksperymentował z surrealizmem, był też luźno związany z ruchem neoromantycznym, ostatecznie ustalił jednak swoją tożsamość artystyczną jako skrupulatny malarz-realista akcentujący wrażenie wyobcowania i samotności. W późnych latach 50. ślady pędzla artysty nabrały charakteru przestrzennego, wraz z tym jak zaczął konstruować twarz i ciało modela kładąc nacisk na jego kształt i strukturę (ma to szczególne znaczenie w kobiecych aktach). Mimo eksperymentów z płaszczyzną obrazów, paleta barw artysty pozostała wyciszona, nienasycona.
Dzieła powstałe w latach 70. to głównie: cykl obrazów przedstawiających jego matkę, seria aktów, na których przestawione są córki autora, Bella i Esther oraz pejzaże miejskie widziane z okna pracowni. Lata 80. i 90. zostały zarejestrowane jako okres powstawania dzieł o dużym skomplikowaniu układów.
W latach 90. powstawała jego biografia, ale Freud ostatecznie zapłacił jej autorowi za to, by jej nie wydawał. Stronił od wywiadów i innych kontaktów z mediami.

## Rynek sztuki
Jego obraz Benefits Supervisor Sleeping przedstawiający kobiecy akt osiągnął 13 maja 2008 r. na aukcji w domu aukcyjnym Christie’s rekordową cenę za obraz żyjącego artysty – 33,6 mln dolarów. Nabył go rosyjski miliarder Roman Abramowicz.